# Elecciones a la Asamblea Nacional Constituyente de Venezuela de 1999
La elección de la Asamblea Nacional Constituyente de Venezuela de 1999 se realizó el 25 de julio de 1999, luego del referéndum llevado a cabo en abril para aprobar su creación.
Fueron creadas dos grandes coaliciones para la elección: Polo Patriótico, que consistía del Movimiento Quinta República, el Movimiento al Socialismo, Patria Para Todos, el Partido Comunista de Venezuela, el Movimiento Electoral del Pueblo y otros grupos menores; y Polo Democrático, consistente de Acción Democrática, Copei, Proyecto Venezuela y Convergencia. Se presentaron en total 1167 candidatos para los 128 cupos de elección directa —los 3 restantes estaban asignados a representantes indígenas—.
El resultado fue una victoria para el Polo Patriótico, que obtuvo 65,8 de los votos y 121 de los 128 escaños, mientras que otros tres asientos adicionales fueron asignados a representantes de comunidades indígenas elegidos por asociaciones indígenas. A pesar del aparente alto número de votos, la participación fue de sólo el 46,2%, dado que cada votante tenía que seleccionar diez preferencias. Los partidos tradicionales tuvieron una fuerte derrota: Copei no ganó ningún asiento, mientras que AD ganó uno solo.

## Antecedentes
Copei apoyó el referéndum con reservas, mientras que Acción Democrática (AD) liberó a su gente de decidir qué hacer respecto a la votación. El expresidente Rafael Caldera, líder de Convergencia, rechazó la propuesta, convocando a la abstención, debido a que, según él, las Fuerzas Armadas estaban siendo fuertemente politizadas y las propuestas «no son para mejorar las instituciones democráticas sino para desmejorarlas».

## Sistema electoral
Aunque inicialmente el decreto presidencial convocando a una asamblea constituyente el presidente Hugo Chávez se daba a sí mismo la facultad de fijar las bases comiciales de la misma, previo referéndum consultivo, una sentencia de la Corte Suprema de Justicia ordenó la anulación y reformulación del apartado pertinente, como fue llevado a cabo por el organismo electoral, quedando establecida la elección de 131 miembros nominalmente y sin suplente de la siguiente manera:
- La elección de 104 miembros en 24 circunscripciones plurinominales iguales a cada uno de los estados y el distrito federal, con el elector disponiendo de tantos votos como constituyentes se eligieran en la circunscripción a la que pertenezca —los cuales podían variar de 2 en pequeños estados como Nueva Esparta, Trujillo, Yaracuy y Vargas, hasta 13 en el populoso estado Zulia—.[8]
- La elección de 24 miembros en una circunscripción plurinominal nacional, en la que cada elector tenía derecho solo a diez votos.[8] Dicho sistema consistió luego en el polémico "kino electoral"[9] que dividió al país en dos zonas de influencia (la oriental y la occidental) que presentaban diez exclusivos candidatos 'chavistas' en cada una, asegurándole al gobierno 20 de los 24 escaños en disputa, ante la dispersión de candidaturas independientes.
- La elección de 3 miembros indígenas "de acuerdo a sus costumbres y prácticas ancestrales", lo que en la práctica consistió en la realización de asambleas comunitarias para nombrar delegados regionales que a su vez en asambleas estadales designaron delegados nacionales para elegir constituyentes.[10]

## Resultados
| Coalición                                    | Coalición                | Votos     | %    | Escaños |
| -------------------------------------------- | ------------------------ | --------- | ---- | ------- |
|                                              | Polo Patriótico          | 2 942 644 | 65,8 | 121     |
|                                              | Polo Democrático         | 998 334   | 22,1 | 4       |
|                                              | Otros partidos           | 532 124   | 12,1 | 3       |
|                                              | Representantes indígenas | —         | —    | 3       |
| Votos en blanco y nulos                      | Votos en blanco y nulos  | 606 496   | —    | —       |
| Total                                        | Total                    | 5 079 445 | 100  | 131     |
| Fuente: Nohlen y Consejo Nacional Electoral. |                          |           |      |         |

## Reacciones
El exsenador Humberto Celli Gerbasi (AD) declaró, tras los resultados: «La Constituyente podría ser la carta de defunción de la AD y en la aplastante derrota que nos han infligido queda patente la ineptitud del partido». Chávez, al ser consultado sobre el tema, respondió: «Dejen que los muertos entierren a sus muertos».
El político y excandidato presidencial Henrique Salas Romer (Copei) declaró: «Esta votación cierra una página de la historia política del país, una etapa de cuarenta años que tuvo grandes aciertos, pero que a la postre acumuló demasiados vicios y demasiadas iniquidades e injusticia».